# Galambalakúak
A galambalakúak (Columbiformes) a madarak osztályának egy rendje. 2 család (1 kihalt) és 311 faj tartozik a rendbe.
A galamb szóról és a galamb kultúrtörténeti szerepéről lásd a galambfélék szócikket!

## Rendszerezés
A rend az alábbi családokat foglalja magában.
- † Dodófélék (Raphidae) – Wetmore, 1930
  - 2 kihalt faj tartozott a családhoz

- Galambfélék (Columbidae) – Illiger, 1811
  - 311 faj tartozik a családhoz